# RKHV Union
Union is een Nijmeegse hockeyclub uit Malden (gemeente Heumen). De vereniging is opgericht in 1932. De heren en dames van Union komen beide uit in de overgangsklasse.

## Geschiedenis
Union is een statutair Nijmeegse vereniging die speelt op het grondgebied van buurgemeente Heumen. De club maakte zich, om tot de KNHB toe te treden, in 1932 statutair los van de R.K. Sportvereniging Union. Deze laatste vereniging was in 1914 opgericht aan de St. Josephschool aan de Hertogstraat en kwam bij het Nijmeegse Canisius College tot wasdom om haar externe leerlingen, die niet in het internaat zaten, aan sport te laten doen. Onder dit groot Union viel ook een voetbalafdeling, het huidige VV Union, een tennisafdeling, de huidige Union Lawn en Tennisvereniging Union. Er werd ook aan cricket gedaan. 
Er werd in het begin gespeeld aan de Groenewoudseweg, waar ook gevoetbald. Vanaf 1934 werd er gespeeld aan de Driehuizerweg (tegenwoordig de locatie van het huidige Universitair Sportcentrum aan de Heyendaalseweg). 
In 1950 kocht het Canisius College voor zowel de voetbal- als de hockeyclub het terrein De Kluis, omdat de gemeente Nijmegen het terrein aan de Groenewoudseweg wilde gebruiken en de universiteit het terrein aan de Driehuizerweg. Het nieuwe terrein was aan het einde van de Tweede Wereldoorlog in gebruik geweest als tijdelijk Brits vliegveld airstrip De Kluis, genoemd naar een oude boerderij op die plaats. In 1952 werd het complex in gebruik genomen.

## Afbeeldingen

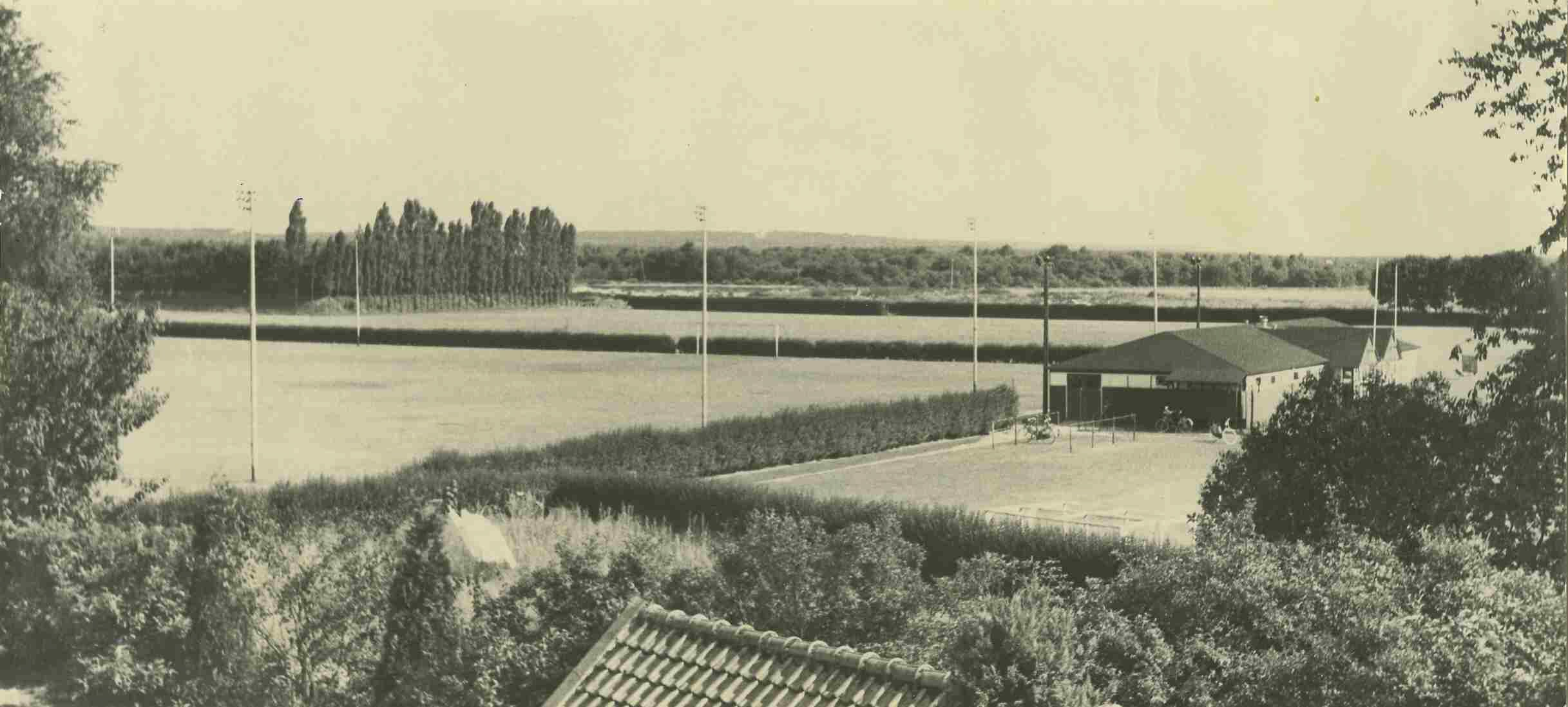
Sportpark De Kluis (1969)
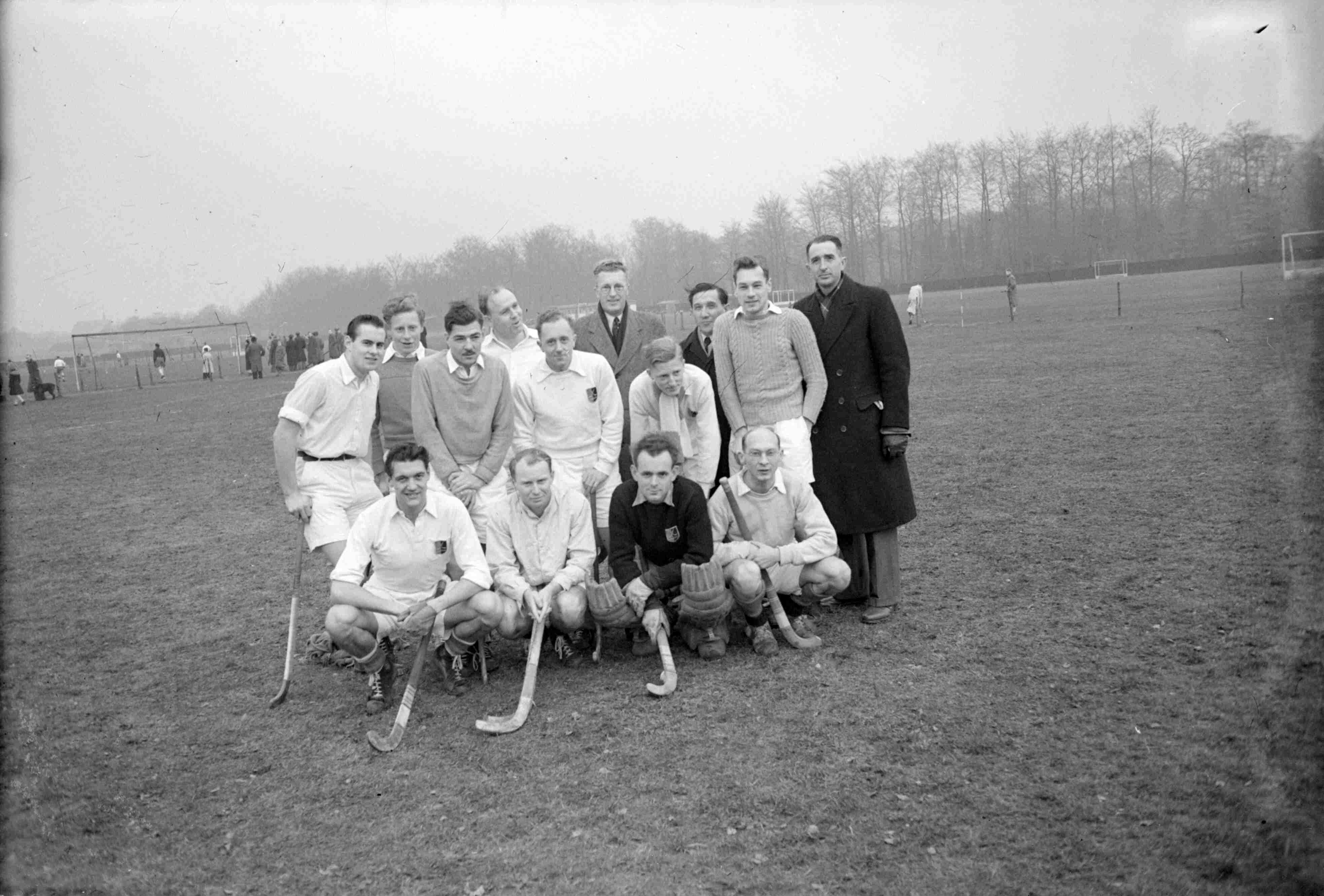
Herenteam (1951)
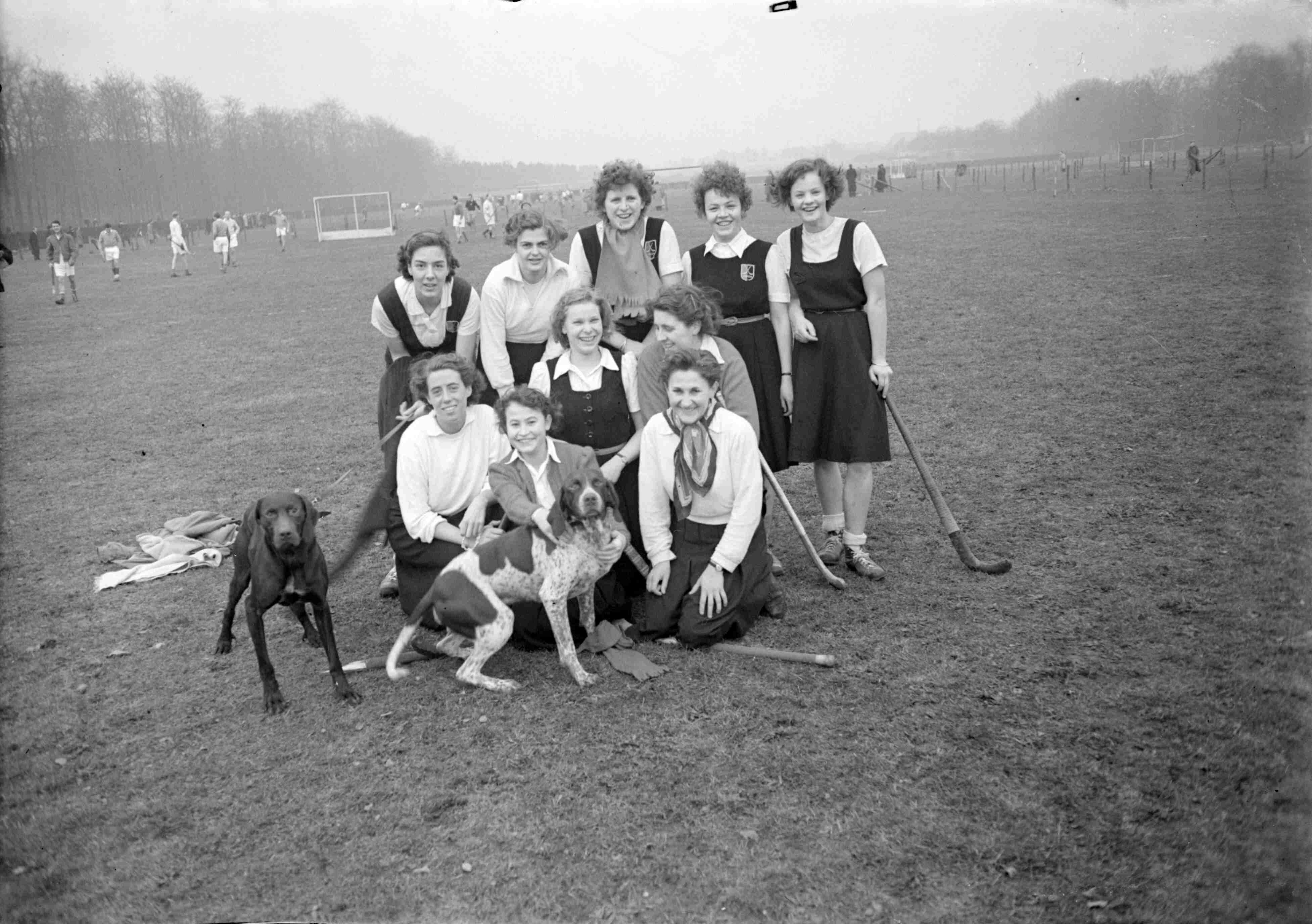
Damesteam (1951)
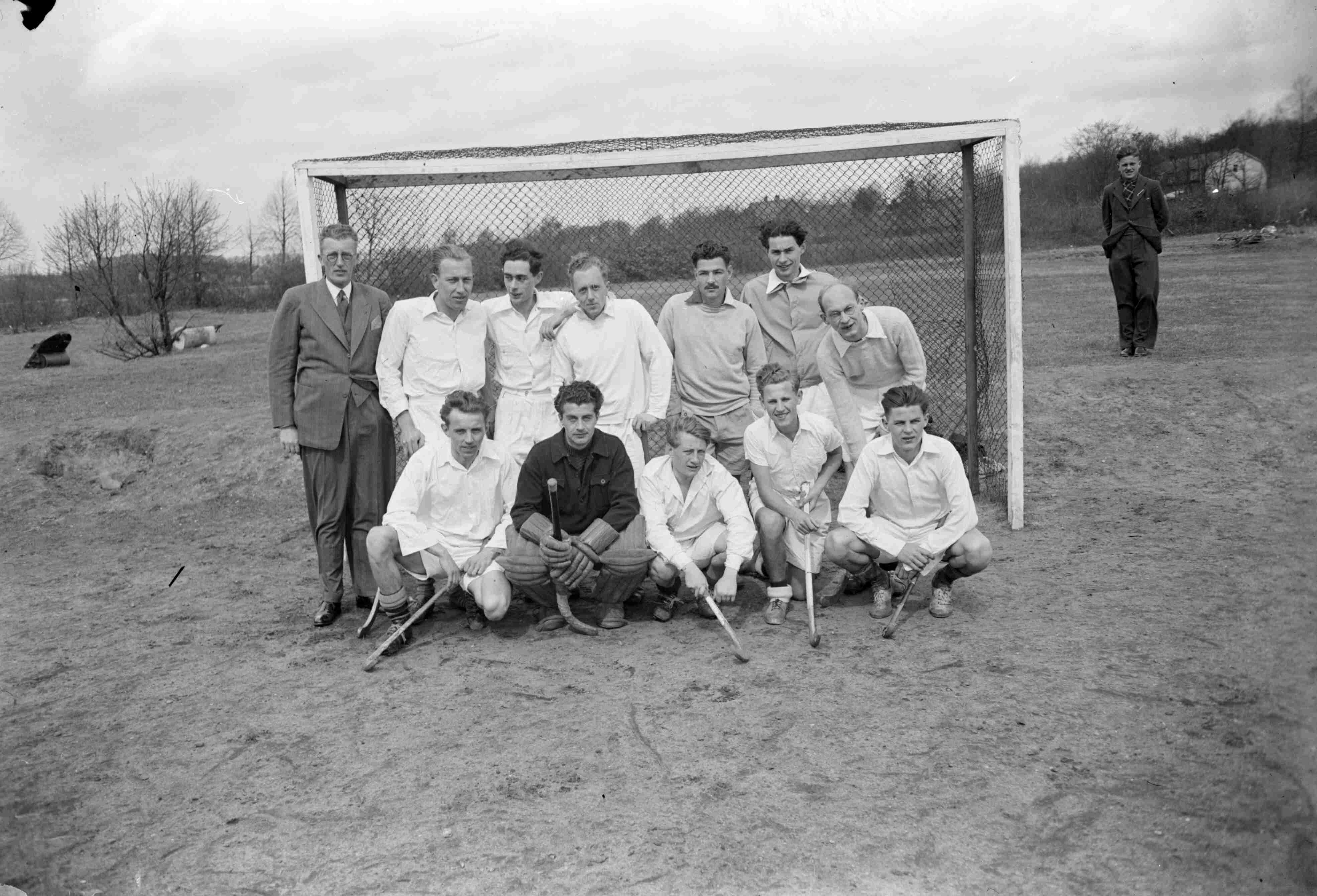
Herenteam (1948)